# Enilok
Enilok är en ö i Marshallöarna.   Den ligger i kommunen Ebon, i den sydvästra delen av Marshallöarna, 400 km sydväst om huvudstaden Majuro. Arean är 0,58 kvadratkilometer.
Terrängen på Enilok är platt. Den sträcker sig 1,0 kilometer i nord-sydlig riktning, och 1,0 kilometer i öst-västlig riktning.